# Taula d'entitats del Tercer Sector Social de Catalunya
La Taula d'entitats del Tercer Sector Social de Catalunya és una federació central de 35 agrupacions que al seu torn aglutinen un conjunt a prop de tres mil entitats socials. Els seus membres són, entre d'altres, Càritas, la Confederació Ecom Catalunya, la Creu Roja, Entitats Catalanes d'Acció Social, la Fundació Catalana de l'Esplai, la Fundació Pere Tarrés, el Moviment Laic i Progressista.
Les principals federacions del sector social van crear la Taula el 2003. El sector atèn col·lectius més diversos: infància i família, joves, persones immigrades, gent gran, discapacitats psíquics, físics i sensorials, drogodependents, persones amb dificultats per accedir a un lloc de treball, persones sense sostre. La federació central dona visibilitat a la feina que realitza el tercer sector i el representa davant les administracions públiques i la societat en general. Té la funció d'incidir en les polítiques socials per millorar el benestar i l'inclusió social així com d'enfortir el mateix sector i fomentar el seu reconeixement per part dels sectors econòmics, les administracions públiques i la societat catalana. Insta al món polític que freni l'increment de les desigualtats socials.
Entre els objectius més concrets destaquen: augmentar el parc d'habitatges socials, augment del sou mínim i la creació d'un fons alimentat per 25% dels beneficis dels bancs, o un nou impost de la renda negatiu per realitzar un transvasament de les rendes mes altes a les més baixes. Entre les realitzacions concretes hi ha, per exemple, un acord amb la Generalitat que cedirà 256 habitatges per a destinar-los a ús social, acords de cooperació amb TV3 i amb la Universitat Ramon Llull o l'organització del Congrés del Tercer Sector social.
Els darrers presidents de la Taula han estat: des del juliol del 2009 fins al 2015 Àngels Guiteras Mestres, des del 2015 al 2017 Oriol Illa i Garcia, des del 2017 al 2024 Francina Alsina Canudas, des del novembre del 2024 fins al maig del 2025 Enric Morist Güell, i des del maig del 2025 Xavier Trabado Farré.